# 매들린 페이루
매들린 페이루(Madeleine Peyroux, 1974년 4월 18일 ~ )는 미국의 재즈 가수이다.